# Mường Lựm
Mường Lựm là một xã thuộc huyện Yên Châu, tỉnh Sơn La, Việt Nam.
Xã có diện tích 50,87 km², dân số năm 1999 là 2011 người, mật độ dân số đạt 40 người/km².